# Sección Electoral Capital
La Sección Electoral Capital bonaerense aporta 6 diputados provinciales y 3 senadores provinciales.
Según el último padrón electoral para las elecciones legislativas de 2021, se compone de 606.395 electores habilitados para votar en 1.715 mesas.
La Sección Electoral Capital, también denominada 8ª Sección Electoral, abarca solo el partido de La Plata.